# Heilige Geestgat

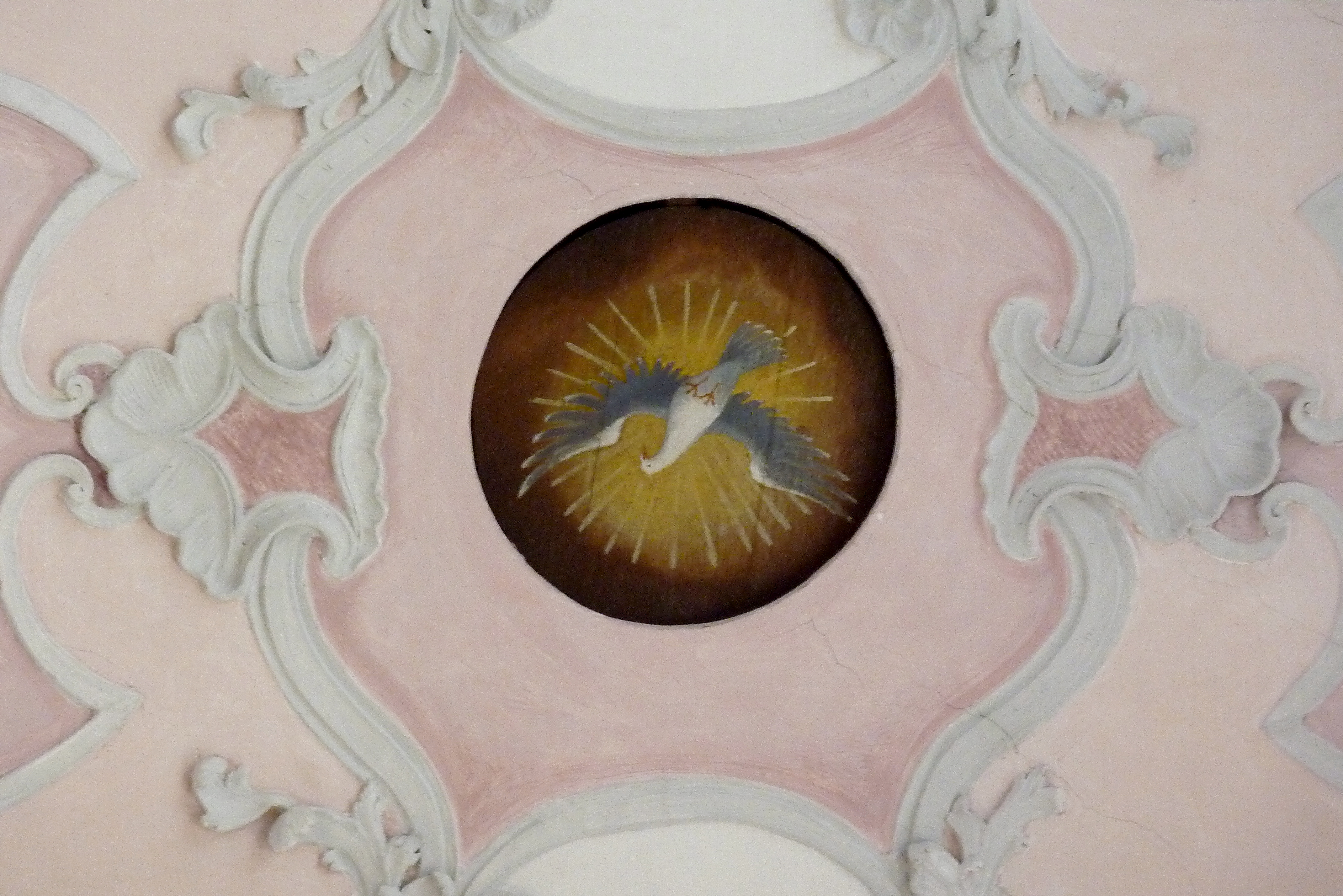
Heilige Geestgat in de Mariä Schmerzen-kerk in Winterbach

Het Heilige Geestgat, of Pinkstergat is een bepaalde opening in het plafond van oudere kerken.
Een Heilige Geestgat bevindt zich in het plafond van het schip, meestal in de richting van het priesterkoor.
In vroeger tijd werd tijdens de mis op Pinksteren een witte duif, als symbool van de Heilige Geest, losgelaten. Ook werd er tijdens het hoogtepunt van deze mis door het koor veel geluid gemaakt en gooide men tegelijkertijd brandend touw naar beneden. Dit staat symbool voor het geluid van een geweldige windvlaag en de vuurtongen die zich op de hoofden verdeelden. Wegens brandgevaar werd het brandende touw ook vervangen door rode bloemblaadjes.
Boven het Heilige Geestgat van de Dom St. Stephan in de Duitse stad Passau is een gedeelte van het orgel ondergebracht: het zogenaamde Fernorgel (verre orgel). Door deze curieuze opstelling kunnen speciale akoestische effecten worden gerealiseerd.